# Anne Listerová
Anne Listerová (nepřechýleně Lister; 3. duben 1791 Halifax – 22. září 1840 Kutaisi) byla anglická diaristka, cestovatelka a statkářka, která ve svých denících mimo jiné podrobně popsala svůj milostný život. Bývá proto označována jako „první moderní lesba”. 
Pocházela z drobné statkářské rodiny ze Shibdenu v obci Calderdale v hrabství West Yorkshire. Od školních let měla několik lesbických vztahů, často během svých dlouhých cest do zahraničí. Byla velmi vzdělaná, svalnatá a chlapeckého vzhledu. Oblékala se pouze do černého oděvu. Získala tak přezdívku „Gentleman Jack”, zřejmě spíše nelichotivou. Svůj poslední významný vztah prožila s Ann Walkerovou. O Velikonocích 1834 se v kostele Nejsvětější Trojice v Goodramgate v Yorku obě ženy společně účastnily večeře Páně, což považovaly i za uzavření manželství. Tato událost se připomíná jako vznik lesbického manželství v Anglii.
Ve svých denících podrobně vyprávěla o dobovém životě ve West Yorkshiru, zejména o svých úpravách historického domu Shibden Hall. Zajímala se o krajinářství, hornictví, železnici a vodní kanály. Mnoho záznamů zapsala šifrou, která byla rozluštěna dlouho po její smrti. Události svého milostného života popisovala natolik otevřeně, že tyto části byly nejprve považovány za podvrh, dokud nebyla potvrzena pravost záznamů.

## Životopis

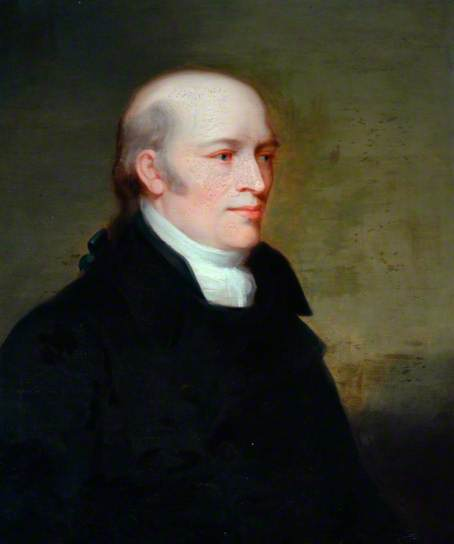
James Lister (1748–1826), po němž Anne zdědila panství Shibden, na portrétu od Joshua Hornera (1812–1884)

Jeremy Lister (1753–1836), otec Anne, sloužil v roce 1775 jako mladý muž, v britském 10. pěším pluku v bitvě u Lexingtonu a Concordu v americké válce za nezávislost.  V srpnu 1788 se oženil s Rebeccou Battle (1770–1817) z Weltonu v East Ridingu v hrabství Yorkshire. V roce 1789 se narodil syn John, který zemřelještě téhož roku.
Anne se narodila 3. dubna 1791 v Halifaxu. V roce 1793 se rodina přestěhovala na panství Skelfler House v Market Weightonu. Druhý syn Samuel se narodil v roce 1793. Listerovi měli čtyři syny a tři dcery, ale pouze Anne a její mladší sestra Marian (* 13. října 1798) se dožily 20 let.
Anne začala v sedmi letech navštěvovat školu v Agnesgate v Riponu. V letech 1801–1804 se učila doma s reverendem Georgem Skeldingem, vikářem z Market Weightonu. Zajímala se o klasickou literaturu. V dopise své tetě ze 3. února 1803 napsala: „Moje knihovna je mým největším potěšením… ”. Během návštěv u tety Anne a strýce Jamese v Shibden Hall ji také vyučovaly slečny Mellinovy.
V roce 1805 byla poslána do internátní školy pro dívky Manor House School v Yorku (v budově King's Manor). Zde se seznámila se svou první láskou Elizou Raineovou (1791–1860), která se narodila jako nemanželské dítě anglo-indického původu. Po smrti otce byly Eliza a její sestra Jane svěřeny do opatrovnictví Williama Duffina, chirurga z Yorku. Anne s Elizou spolu sdílely ložnici v internátní škole. Anne po dvou letech ze školy odešla a začala si románky s jinými ženami včetně bývalých spolužaček Isabelly Norcliffeové a Mariany Belcombeové.
Zoufalá Eliza, která plánovala žít s Anne celý život, psychicky strádala, a v roce 1814 se stala pacientkou ústavu pro choromyslné Clifton House Asylum, který vedl William Belcombe a léčili se zde osoby postižené „nervózními potížemi a nepříčetností“. Později byla přemístěna do místního azylového domu pro dámy (Terrace House) v Osbaldwicku, kde 31. ledna 1860 zemřela a byla pohřbena na místním hřbitově.
Po smrti strýce v roce 1826, Anne zdědila panství Shibden. Dostávala však pouze část příjmů. Až po smrti otce i tety získala celé dědictví. Vlastnila nemovitosti ve městě, podíly v průplavu a železničním průmyslu, v hornictví, kamenolomech a zisk měla i ze zemědělských pachtů. Bohatství jí umožňovalo velkou míru svobody. Příjmy využívala k financování svých dvou vášní – renovaci Shibden Hall a cestování po Evropě.
Anne Listerová byla popisována jako „osoba mužného vzhledu”. Výhradně se oblékala do černého oblečení (což bylo běžné pro pány). Účastnila se mnoha aktivit, které nebyly vnímány jako standardní pro ženy, například začala těžit na svém pozemku uhlí. V některých kruzích byla označována jako „Gentleman Jack”.Její milenka Mariana Lawtonová (rozená Belcombeová) se zpočátku styděla objevovat se s ní na veřejnosti, s ohledem na poznámky o jejím vzhledu. Mariana Lawtonová a Anne byly milenky přibližně dvě desetiletí I během doby, kdy byla Mariana vdaná. V roce 1822 společně navštívily Dámy z Llangollenu v Plas Newydd v Llangollenu.

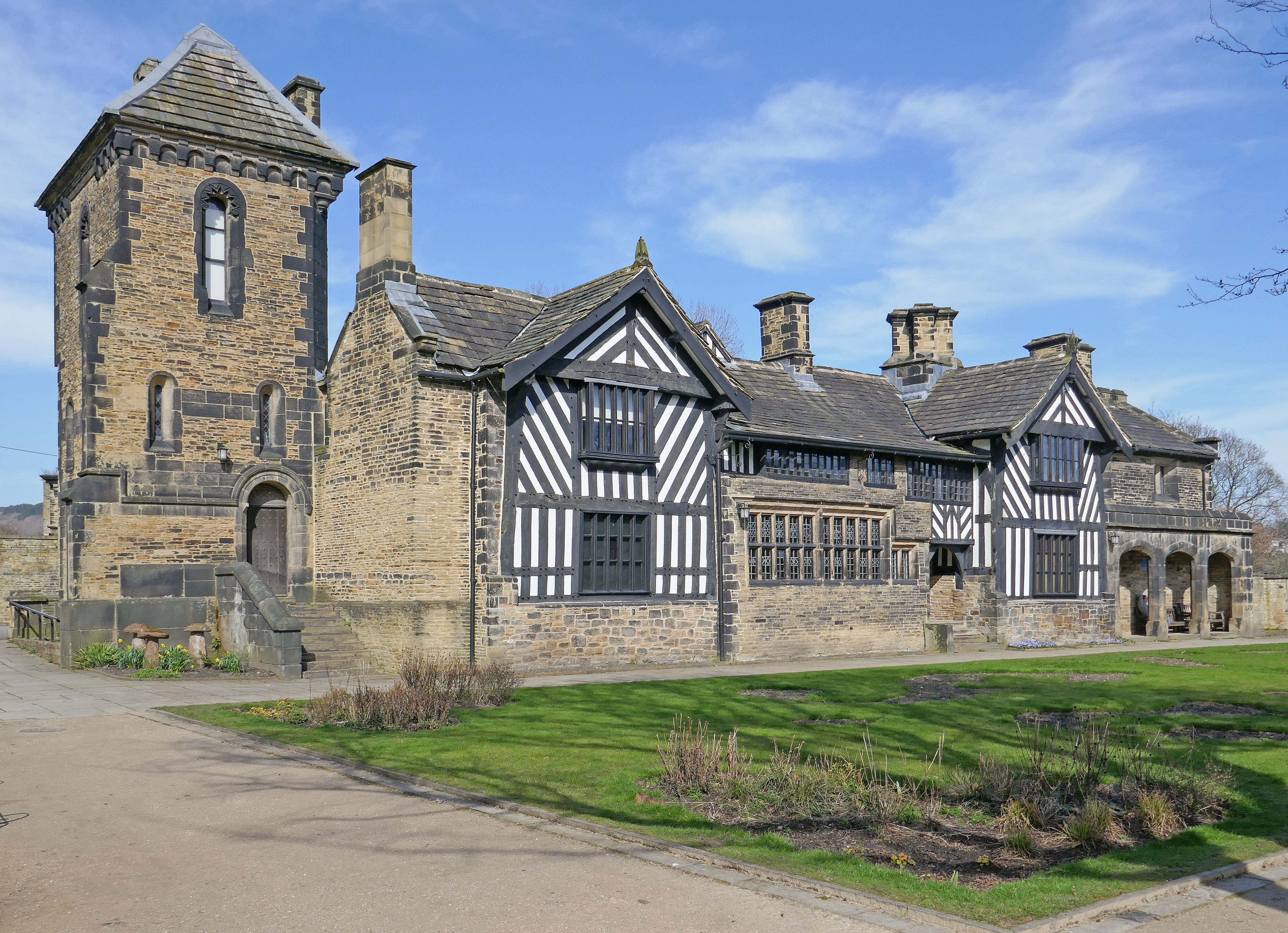
Shibden Hall (2020). Vlevo je věž s knihovnou, kterou nechala přistavět Anne Listerová

Významnou ženou jejího života byla Ann Walkerová, dědička sousedního panství v Yorkshiru. Seznámily se již ve dvacátých letech 19. století. Během několika měsíců spolu žily otevřeně jako pár. Křesťanka Anne si přála jejich spojení „požehnat Bohem“. Obě ženy spolu přistoupily ke svatému přijímání o velikonoční neděli 30. března 1834 v kostele Nejsvětější Trojice v Goodramgate v Yorku. Vyměnily si sliby a prsteny a považovaly tento akt za uzavření manželství, ačkoli bez právního uznání. Kostel se stal „ikonickým místem prvního lesbického sňatku v Británii” a na budově je umístěna pamětní modrá deska.
Pár spolu žil v Shibden Hall až do smrti Anne Listerové v roce 1840. Dědictví Anny Walkerové bylo použito na vybudování vodopádu a jezera na pozemku a zvelebení Shibden Hall. Anne nechala svůj domov výrazně upravovat podle vlastních návrhů. V roce 1838 byla přistavěna k hlavnímu domu gotická věž, která jí měla sloužit jako soukromá knihovna. V témže roce pokračovala v další rekonstrukci domu. Nechala vykopat tunel pod domem, kde se pohybovali zaměstnanci, aníž by ji rušily.
Po celý život byla silnou věřící anglikánské církve a zůstala také toryjkou, „která se zajímala o obranu výsad pozemkové aristokracie”.

## Cestování

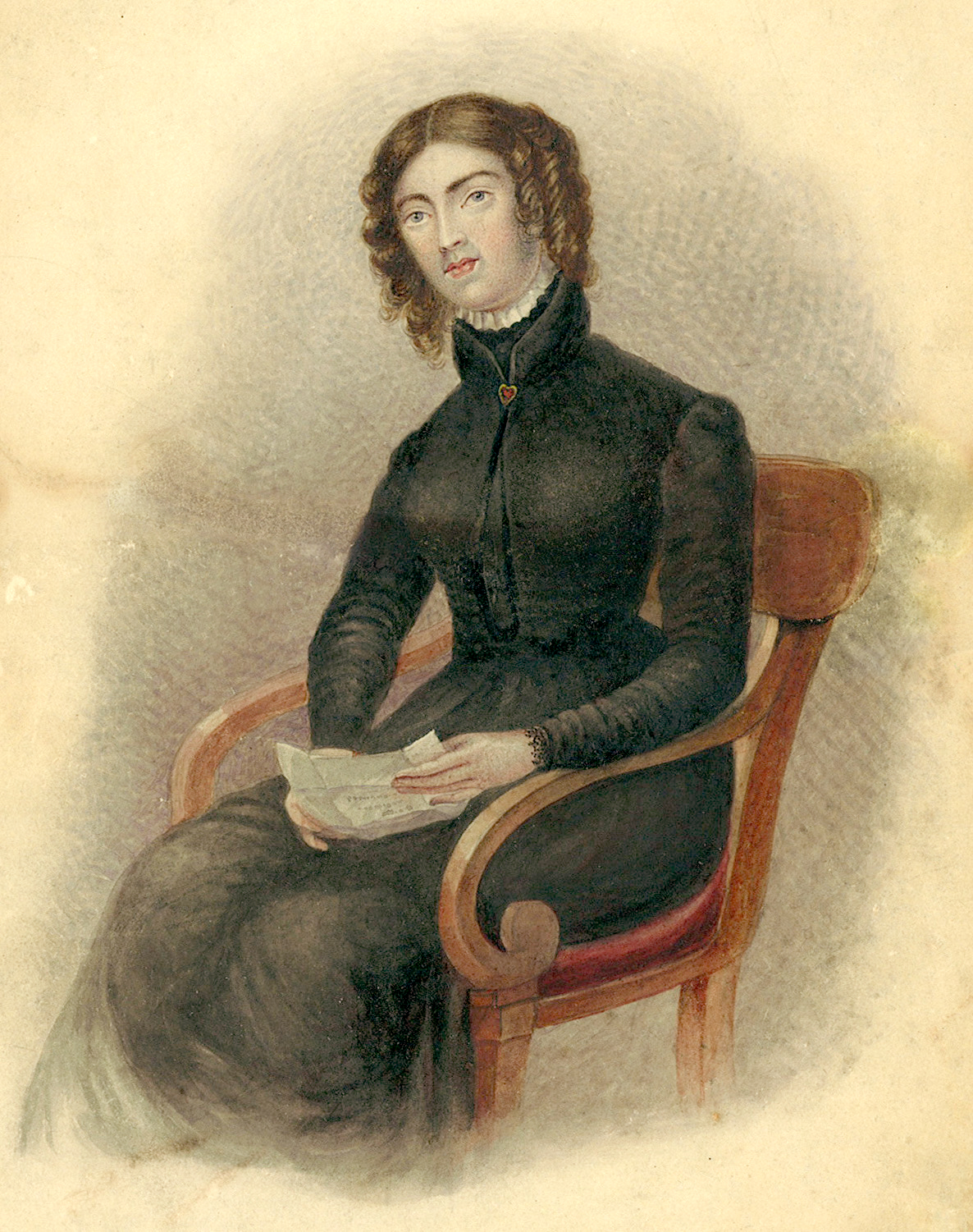
Akvarelový portrét Anne Lister, pravděpodobně od paní Turner z Halifaxu, 1822

Velmi ráda cestovala, ačkoli její životopiskyně Angela Steideleová naznačuje, že její cesty byly v pozdějším věku také způsobem, „jak uniknout vědomí, že selhala ve všem, do čeho se pustila”. První cestu do kontinentální Evropy podnikla v roce 1819, když jí bylo 28 let. Se svou 54letou tetou, která se rovněž jmenovala Anne Listerová, se vydala na dvouměsíční cestu do Francie.
V roce 1824 se vrátila do Paříže a zůstala tam až do následujícího roku. V roce 1826 byla se svou tetou Anne opět v Paříži, kde obnovila románek z předchozí návštěvy s vdovou jménem Maria Barlowová. V roce 1827 se vydala z Paříže s Barlowovou i s tetou Anne na cestu po severní Itálii a Švýcarsku. Následujícího roku se vrátila do Shibden Hall. V roce 1828 hodně cestovala po Skotsku se Sibellou MacLeanovou.
V roce 1829 se opět vydala do Evropy. Zatímco měla Paříž jako svou základnu, navštívila Belgii a Německo a poté se vydala na jih do Pyrenejí. Zde se věnovala pěší turistice a také překročila hranice Španělska. Během pobytu ve Španělsku prokázala jak svou silnou dobrodružnou povahu, tak značnou fyzickou zdatnost výstupem na Monte Perdido (3 355 m), třetí nejvyšší vrchol Pyrenejí.
Po návratu do Shibden Hall v roce 1831 jí život s otcem a sestrou Marianou připadal natolik nepříjemný, že téměř okamžitě opět odjela na krátkou cestu do Nizozemska s Marianou Lawtonovou. Celkově v letech 1826–1832 strávila v Shibden Hall pouze krátký čas. Cesty po Británii a Evropě jí umožnily vyhýbat se rodině.
V roce 1834 Anne během svatební cesty s Ann Walkerovou, opět navštívila Francii a Švýcarsko. Po návratu v roce 1838 se opět vydala na jih do Pyrenejí a absolvovala první „oficiální” výstup na Vignemale (3 298 m), nejvyšší vrchol francouzských Pyrenejí, který vyžadoval desetihodinovou túru na vrchol a dalších sedm hodin na sestup. 
Její poslední a největší cesta začala v roce 1839. V červnu opustila s Ann Walkerovou a dvěma sluhy Shibden Hall, a ve vlastním kočáře cestovali přes Francii, Dánsko, Švédsko a Rusko. V září dorazili do Petrohradu a v říjnu do Moskvy. S neochotnou Ann v závěsu opustila Moskvu v únoru 1840 v novém ruském kočáře a ve velmi teplém oblečení cestovaly na jih, podél zamrzlé Volhy, na Kavkaz. Tuto oblast navštívilo jen málo Západoevropanů, natož západoevropských žen, částečně kvůli nepokojům místního obyvatelstva proti carskému režimu. Občas potřebovaly vojenský doprovod. Obě ženy byly pro místní zdrojem velkého zájmu. Jak si Anne poznamenala do svého deníku: „Lidé, kteří přicházeli, si nás prohlíželi, jako bychom byly nějaká podivná zvířata, jaká ještě neviděli”.

## Smrt

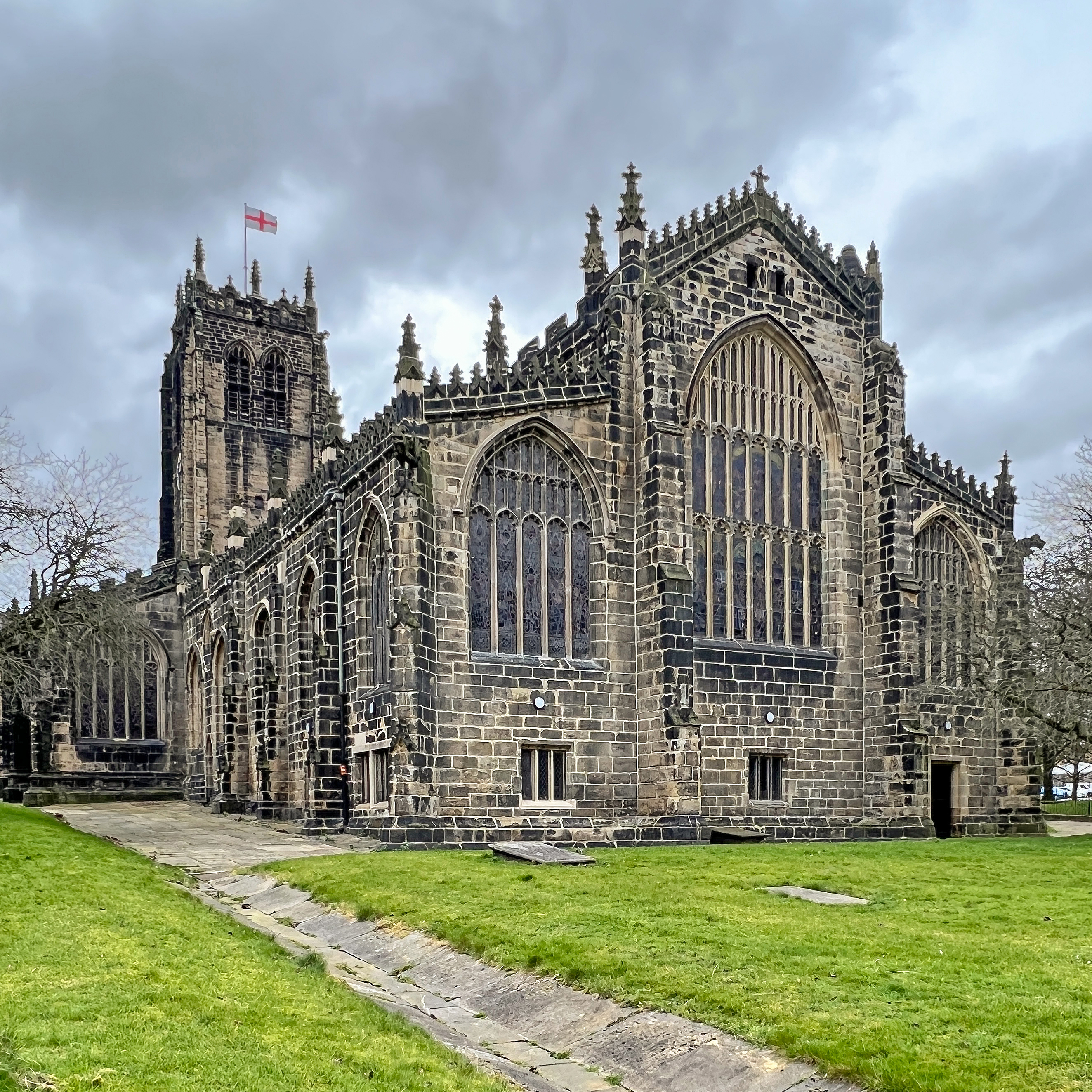
Halifaxský minstr, kde je pohřbená Anne Lister

Anne Listerová zemřela 22. září 1840 ve věku 49 let na horečku v Koutaisu (dnešní Kutaisi v Gruzii), když cestovala s Ann Walkerovou. Ann nechala její tělo převézt zpět do Spojeného království, kde byla 29. dubna 1841 pohřbena v Halifaxském minstru. Její náhrobek byl znovu objeven v roce 2000, protože byl v roce 1879 zakryt podlahou.
V závěti Anne odkázala majetek bratrancům z otcovy strany, Ann Walkerová však získala doživotní podíl. Ovšem poté, co byla prohlášena za „nepříčetnou”, strávila krátký čas v Terrace House, soukromém sanatoriu v Osbaldwicku, a následně v blízkosti Londýna u své sestry a švagra. V roce 1845 se Walkerová vrátila do Shibden Hall a v roce 1848 se přestěhovala zpět na rodinné sídlo v Lightcliffu. Zemřela v roce 1854 ve svém domě z dětství Cliff Hill v Lightcliffe v hrabství West Yorkshire.
Více než 40 let po její smrti v roce 1882, když deník Leeds Times referoval o sporu o vlastnictví Shibden Hall, uvedl: „Mužské zvláštnosti povahy slečny Listerové jsou stále připomínány”.

## Deníky
Anne Listerová si během svého život psala deník čítající pět milionů slov, který začíná v roce 1806 jako útržky papíru se záznamy v tajných šifrách, posílaných Elize Rainovou a od ní. Nakonec se z deníků stalo 26 svazků formátu kvart, které skončily její smrtí v roce 1840. Kromě toho, že její rukopis je neuvěřitelně obtížné rozluštit, je asi šestina deníku zašifrována jednoduchou šifrou, kterou vymyslely společně s Elizou, a která kombinuje řeckou abecedu, zvěrokruh, interpunkční znaménka a matematické symboly. Šifrou je velmi podrobně popsána její lesbická identita a romantické aféry, stejně jako její metody svádění. Deníky obsahují také její úvahy o počasí, společenských událostech, národních událostech a jejích obchodních zájmech. Většina deníků se zabývá jejím každodenním životem, nikoliv pouze sexualitou, a poskytuje podrobné informace o společenských, politických a ekonomických událostech doby.
Šifru, kterou v denících používala, rozluštil poslední obyvatel Shibden Hall, John Lister (1847–1933) a jeho přítel Arthur Burrell. Když byl obsah tajných pasáží odhalen, poradil Burrell Johnu Listerovi, aby všechny deníky spálil. Lister se touto radou neřídil a místo toho nadále ukrýval deníky za panelem v Shibden Hall.
Šifra je následující:
| a | b | c | d | e | f | g | h | i | j | k | l | m | n | o | p | q | r | s | t | u | v | w | x | y | z | ch | sh | th | & |
| 2 | ( | ) | 0 | 3 | v | n | o | 4 | 4 | ǀ | d | — | \ | 5 | + | ǁ | p | = | ~ | 6 | g | 8 | w | 7 | 9 | ∇  | Λ  | 🗸  | × |
V roce 2011 byly deníky Anne Listerové zařazeny na seznam UNESCO Paměť světa. Zdůvodnění konstatuje, že jsou nejen cenným svědectvím své doby, ale zároveň „vyčerpávajícím a bolestně upřímným líčení lesbického života a úvahami o její povaze, což učinily tyto deníky jedinečnými. Utvářely a nadále utvářejí směr britských genderových studií a dějin žen”.
Deníky Anne Listerové byly popsány jako součást „trilogie deníků místních žen z počátku 19. století”, které pokrývají stejné období z různých perspektiv, spolu s deníky Caroline Walkerové z let 1812–1830 a Elizabeth Wadsworthové z let 1817–1829. V roce 2020 byl objeven vlastní deník Ann Walkerové. Ačkoli je krátký a zahrnuje období od června 1834 do února 1835, pokrývá klíčové období, které se prolíná s odpovídajícími vyprávěními v deníku Anne Lister.

## Výzkum
Některé z deníkových zápisů byly vydány ve dvou vydáních (1988, 1992) Helenou Whitbreadovou. Kvůli jejich barvitému charakteru je někteří zprvu považovali za podvrh, ale od té doby se podařilo doložit jejich pravost. V roce 1994 vyšla biografie od akademičky Jill Liddingtonové. V roce 2014 se v Shibden Hall konala konference zaměřená na život Anne Listerové spolu s tématem genderu a sexuality v 19. století.
V roce 2017 vyšel životopis Anne Listerové od Angely Steidelové v němčině a v roce 2018 v angličtině. V roce 2022 vydala ruská badatelka Olga Chorošilová knihu o její poslední a dramatické cestě v Rusku. V roce 2013 Chris Roulston ve svém článku označil Listerovou za „první moderní lesbu”.

## V populární kultuře
V první epizodě seriálu BBC Two A Skirt Through History z roku 1994, nazvané „A Marriage ”(Manželství), vystupují Julia Fordová jako Anne Listerová a Sophie Thursfieldová jako Marianna Belcombeová.
Dne 31. května 2010 odvysílala BBC Two inscenaci založenou na životě Anne Listerové, The Secret Diaries of Miss Anne Lister (v překladu: Tajné deníky slečny Anne Listerové), v níž se v roli Anne představila Maxine Peake. Téhož večera byl na BBC Two uveden dokument Revealing Anne Lister (v překladu: Odhalení Anne Listerové), v němž vystupuje herečka Sue Perkins.
Komorní folkové duo O'Hooley & Tidow na své album The Fragile (2012) zařadilo píseň o Anne Listerové „Gentleman Jack”.
Historický televizní seriál BBC-HBO z roku 2019 Gentleman Jack, v němž Listerovou hraje Suranne Jones, líčí její život jako „život první moderní lesby”. Seriál se měl inspirovat dvěma knihami o Anne Listerové od Jill Liddingtonové, Female Fortune a Nature's Domain. Liddingtonová se podílela na výrobě seriálu jako konzultantka. Jako závěrečná znělka seriálu slouží skladba „Gentleman Jack” od O'Hooley & Tidow. V roce 2019 vydalo nakladatelství Penguin Books doprovodný svazek od hlavní konzultantky seriálu Anne Chomové, který obsahuje nově přepsané a rozluštěné záznamy z deníků. V roce 2022 byla odvysílána druhá řada seriálu Gentleman Jack. Krátce po skončení druhé řady byla zahájena kampaň za obnovení seriálu, která se následně změnila ve snahu o jeho záchranu, neboť 7. července bylo oznámeno, že HBO seriál zrušilo.

## Pamětní plaketa

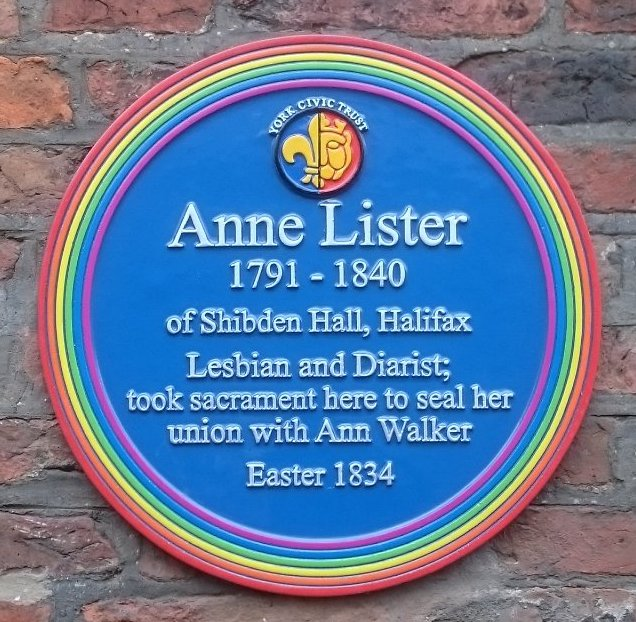
Pamětní modrá plaketa Anne Lister na kostele Nejsvětější trojice v Yorku

V roce 2018 byla na památku Anne Listerové odhalena modrá pamětní plaketa na kostele Nejsvětější Trojice v Yorku. Jednalo se o první pamětní desku LGBT v Yorku. Deska měla duhové lemování a stálo na ní: „Genderově nekonformní podnikatelka. Oslavila v tomto kostele s Ann Walker manželský svazek bez právního uznání. Velikonoce 1834.” Znění bylo kritizováno za to, že nezmiňuje sexuální orientaci Anne Listerové, proto byla v roce 2019 nahrazena podobnou deskou s textem „Anne Listerová 1791–1840 z Shibden Hall, Halifax / Lesbička a deníkářka; přijala zde svátost, aby zpečetila svůj svazek s Ann Walkerovou / Velikonoce 1834”.